# أغابيا ستيفانوبولوس
الأم أغابيا ستيفانوبولوس (بالإنجليزية: Mother Agapia Stephanopoulos) هي راهبة أرثوذكسية من أصل أمريكي، ولدت باسم «أناستاسيا» (Anastasia)، وهي شقيقة الإعلامي المعروف جورج ستيفانوبولوس، وابنة القس اليوناني الأرثوذكسي روبرت ج. ستيفانوبولوس (توفي 19 يونيو 2024) من جامعة بوسطن.

## السيرة المبكرة والعائلة
ولدت أناستاسيا في عائلة يونانية أرثوذكسية نشطة، حيث كان والدها القس روبرت ج. ستيفانوبولوس خادمًا بارزًا في الكنيسة الأرثوذكسية اليونانية، وشغل منصب عميد في عدة كاتدرائيات. لها عدد من الأشقاء من بينهم جورج ستيفانوبولوس المعروف إعلامياً.

## الحياة في الأرض المقدسة
عاشت الأم أغابيا في الأرض المقدّسة منذ عام 1996، حيث تولّت قيادة مدرسة دينية للفتيات المسيحيات الفلسطينيات، وعملت على الدفاع عن حقوق المسيحيين في ظلّ الاحتلال الإسرائيلي.

### مكافحة التمييز والانقسام
تصف الوضع القائم بأنه «خنق» للمجتمع المسيحي، بسبب جدار الفصل والقيود المفروضة على التنقل واستخدام الطرق، مما حوّل المسيحيين إلى شعب يعيش داخل «قفص ذهبي».

## المناصرة الدولية
ناشدت عدداً من الزعماء المسيحيين في الولايات المتحدة، مثل تيد كروز ومايك جونسون، للاستماع إلى قضية المسيحيين في الأرض المقدسة والضغط من أجل إزالة السياسات التمييزية. وقد تم تسليط الضوء على رسالتها في مقالات وتحقيقات إعلامية عدة.

## أهدافها ونشاطاتها
- الدفاع عن حرية العبادة للمسيحيين في مدن مثل بيت لحم والقدس ونابلس.
- التشديد على أن المسلمين الفلسطينيين ليسوا عدائيين تجاه المسيحيين، بل يشاركونهم عدة قيم وعادات، كما أوضحت من تجربتها في المدارس حيث معظم الطلاب والموظفين مسلمون.[4]
- الدعوة إلى تضامن مسيحي دولي حقيقي يتجاوز الأجندات السياسية الضيقة.

## في الإعلام والمجتمع
تحظى بالكثير من التغطية الإعلامية، سواء في البثّ عبر شبكة "Tucker Carlson Network" أو في وسائل الإعلام المكثف مثل موقع IslamiCity ومواقع يونانية مثل Greek City Times.